# Дом 9 на улице Огнева
Дом 9 на улице Огнева — памятник истории во Владикавказе, Северная Осетия. Выявленный объект культурного наследия России. Памятник, связанный с жизнью общественных и культурных деятелей Северной Осетии. Находится на улице Огнева, 9.
Здание построено в 1935 году. Владикавказский краевед Киреев Ф. С. называет этот как «Дом специалистов».
В доме проживали известные общественные и культурные деятели Северной Осетии:
- В 1943—1954 годах — научный деятель Константин Хаматканович Дзокаев в квартире №12[4];
- В 1937—1964 годах — драматург Давид Афанасьевич Туаев в квартире № 48[5];
- В 1935—1964 годах — осетинский поэт Давид Борисович Хетагуров в квартире №47[6];
- В 1963—2013 годах — первый председатель осетинской общественной организации «Стыр Ныхас» Михаил Ильич Гиоев.

В 2003 году на доме была установлена мемориальная доска Давиду Афанасьевичу Туаеву и в 2014 году — Михаилу Ильичу Гиоеву.

## Галерея

Мемориальная доска Михаилу Ильичу Гиоеву. Автор - скульптор скульптор Михаил Дзбоев[7]. Установлена 23 мая 2014 года[8].
Мемориальная доска Давиду Афанасьевичу Туаеву. Автор - скульптор Руслан Джанаев[9]. Установлена 17 декабря 2003 года[10].